# اریک بروس
اریک بروس (انگلیسی: Eric Bross؛ زادهٔ ۲۱ ژانویه ۱۹۶۴) کارگردان فیلم آمریکایی است. او از سال ۱۹۹۵ فیلم‌های زیادی را کارگردانی کرده‌است. او جایزه انجمن صنفی کارگردانان آمریکا را برای دستاورد کارگردانی برجسته در برنامه‌های کودکان برای فیلم پسری که برای گرگینه گریه کرد (۲۰۱۰) در نیکلودئون دریافت کرد. او همچنین قسمت آزمایشی سریال کوجک ایالات متحده با بازی وینگ ریمز و مایکل کلی و فیلم‌های روی خط (۲۰۰۱) و امور دولتی (۲۰۱۸) را کارگردانی کرد.
بروس در کالدول غربی، نیوجرسی بزرگ شد. او تنها سه سال پس از دریافت دوربین سوپر ۸ در سن ۱۳ سالگی در جشنواره فیلمسازان جوان نیوجرسی شناخته شد و به تحصیل در رشته فیلم در دانشگاه ایالتی مونت‌کلر ادامه داد.